# Hélder Postiga
Hélder Manuel Marques Postiga (* 2. srpna 1982, Vila do Conde) je portugalský fotbalista. Nastupuje většinou na postu útočníka. Od léta 2015 je hráčem indického klubu Atlético de Kolkata.
S portugalskou reprezentací získal stříbrnou medaili na mistrovství Evropy roku 2004 a bronzovou na mistrovství Evropy 2012. Zúčastnil se též Eura 2008, mistrovství světa v Německu roku 2006, kde Portugalci skončili na čtvrtém místě, a světového šampionátu v Brazílii roku 2014. Celkem za národní mužstvo odehrál 72 zápasů, v nichž vstřelil 27 gólů.
S FC Porto vyhrál Pohár UEFA 2002/03 a Interkontinentální pohár 2004.
S Portem se stal čtyřikrát mistrem Portugalska (2002/03, 2005/06, 2006/07, 2007/08) a dvakrát vyhrál portugalský pohár (2002/03, 2005/06).